# Michel Bedetti
Michel Bedetti (16 maggio 1938) è un attore, doppiatore e direttore del doppiaggio francese.

## Biografia
Di formazione teatrale, è padre degli attori Fabrice Trojani e Vanina Pradier, avuti da una relazione con l'attrice Perrette Pradier.

## Filmografia

### Cinema
- Vertige pour un tueur - regia di Jean-Pierre Desagnat (1970)
- Piaf - regia di Guy Casaril (1974)
- Engrenage - regia di Ghislain Vidal (1980)
- En cas de guerre mondiale, je file à l'étranger - regia di Jacques Ardouin (1983)

### Televisione
- Le Théâtre de la jeunesse - serie TV (1965)
- Malican padre e figlio  (Malican père et fils)  - serie TV (1967)
- La Robe mauve de Valentine - film TV - regia di Robert Crible (1969)
- L'inspecteur mène l'enquête - serie TV (1975-1981)
- Julien Fontanes, magistrato (Julien Fontanes, magistrat) - serie TV (1980)
- L'Aéropostale, courrier du ciel - miniserie TV (1980)

## Doppiaggio

### Serie televisive
- Borgne e Gregory in Judo Boy
- Takezan in Galaxy Express 999
- Don Diego/Zorro in Le nuove avventure di Zorro
- Dan Brad,Joe Hammerbolt in Cobra
- Mendo in Lamù
- Trailbreaker, Ratchet, Thundercracker e  Starscream in Transformers
- J. Jonah Jameson e Tony Stark in Spider-Man - L'Uomo Ragno
- Crilin in Dragon Ball GT
- Voci aggiuntive in RoboCop: Alpha Commando
- Mr. Krabs e Plankton in SpongeBob, Kamp Koral: SpongeBob al campo estivo, Lo show di Patrick Stella
- Labat in Vandread
- Beta Ray Bill in Super Hero Squad Show
- Woodhouse in Archer

### Film d'animazione
- Mr. Krab e Sheldon J. Plankton in SpongeBob - Il film, SpongeBob - Fuori dall'acqua, SpongeBob - Amici in fuga (2004, 2015, 2020)
- Scheletro di Luiz Sanchez in Il libro della vita (2014)
- Nonno in Alla ricerca della Valle Incantata 14 - Il viaggio dei coraggiosi (2016)

### Videogiochi
- Mr. Krab, Plankton e Larry in SpongeBob SquarePants: Battle for Bikini Bottom - Rehydrated (2020)
- Mr. Krab, Plankton, Larry e Re Nettuno in SpongeBob SquarePants: The Cosmic Shake (2023)

## Direzione del doppiaggio
- Spider-Man - L'Uomo Ragno
- Spin City
- Settimo cielo
- Shark - Giustizia a tutti i costi
- SpongeBob
- Kamp Koral: SpongeBob al campo estivo